# Thamnomanes
Thamnomanes és un gènere d'ocells de la família dels tamnofílids (Thamnophilidae). Agrupa quatre espècies natives d'Amèrica del Sud, on es distribueixen de forma disjunta des del sud-est de Colòmbia fins a les Guaianes i cap al sud fins al sud-est del Perú, nord de Bolívia, centre oest i sud-est del Brasil.

## Descripció
Els ocells d'aquest gènere fan al voltant de 14 cm de longitud i el plomatge és de color força uniforme, els mascles grisos foscos i amb la notable excepció de la femella de T. schistogynus amb les parts inferiors de roig viu. En general, s'alimenta en el sotabosc al costat de grups mixtes. Habiten a les selves humides amazòniques i s'assemblen amb els bataràs del gènere Dysithamnus, encara que aquests eviten l'Amazònia, però tenen la cua lleugerament més llarga i són menys rabassuts.

## Etimologia
El nom genèric Thamnomanes es compon de les paraules del grec antic «thamnes» que significa “arbust”, i «mans» que significa “apassionat per”.

## Llistat d'espècies
Segons la Classificació del Congrés Ornitològic Internacional (versió 14.2, 2024) aquest gènere està format per 4 espècies:
- batarà gorjafosc - (Thamnomanes ardesiacus).
- batarà saturní - (Thamnomanes saturninus).
- batarà blavós - (Thamnomanes caesius).
- batarà de Hellmayr - (Thamnomanes schistogynus).